# Veia vertebral
A veia vertebral é uma veia do pescoço.